# Vlastibořice
Obec Vlastibořice (německy Wlastiborschitz) se nachází v Libereckém kraji, na jihovýchodě okresu Liberec, mezi městy Turnov a Český Dub. Obec se skládá z osad Vlastibořice, Jivina, Sedlíšťka a Slavíkov. Žije zde 367 obyvatel.

## Geografie
Rozloha obce je 552 ha. Obcí neprotéká žádná řeka, v severní části katastrálního území terén prudce klesá do údolí Mohelky a hranice obce tu kopíruje její tok.

## Historie
Z nálezů úlomků keramiky vyplývá, že oblast okolo Vlastibořic byla osídlena již ve druhém tisíciletí př. n. l.
Ve 12. století nebo 13. století byl v obci zbudován kostel svaté Kateřiny Alexandrijské. Kolem kostela a tvrziště začaly vznikat další budovy. Zbytky tvrziště si pamatovali pamětníci žijící ve Vlastibořicích před 1. světovou válkou.
První písemná zmínka o obci pochází z roku 1357.
Do konce druhé světové války žilo na území obce 500 obyvatel, Převážnou část tvořili zemědělci, služby zajišťovalo více než 30 živnostníků. Po odsunu Němců ze Sudet, došlo k odlivu obyvatel směrem do pohraničí. Další pokles obyvatelstva s sebou přinesla kolektivizace zemědělské výroby. Obyvatelé, kteří již nenašli práci v zemědělství, se začali stahovat za prací do měst (především do Turnova). Počet obyvatel tak klesl až téměř ke dvěma stům.

## Pamětihodnosti
Přímo v osadě Vlastibořice stojí kostel svaté Kateřiny Alexandrijské z 12. století s kamenným oltářem a románským obloukem. V době baroka se chrám dočkal stavebních úprav. Později se na vnitřní výzdobě podílel i řezbář Petr Bušek. Bušek je pochovaný na místním hřbitově. V areálu hřbitova okolo kostela se nachází také dřevěná zvonice ze 17. století. Naproti kostelu stojí bývalá fara, po rekonstrukci sídlo obecního úřadu.
V osadách Jivina a Sedlíšťka patřících k Vlastibořicím se nachází řada roubených stavení a vesnické kaple.
K obci patří také Beranův vodní mlýn na břehu Mohelky.

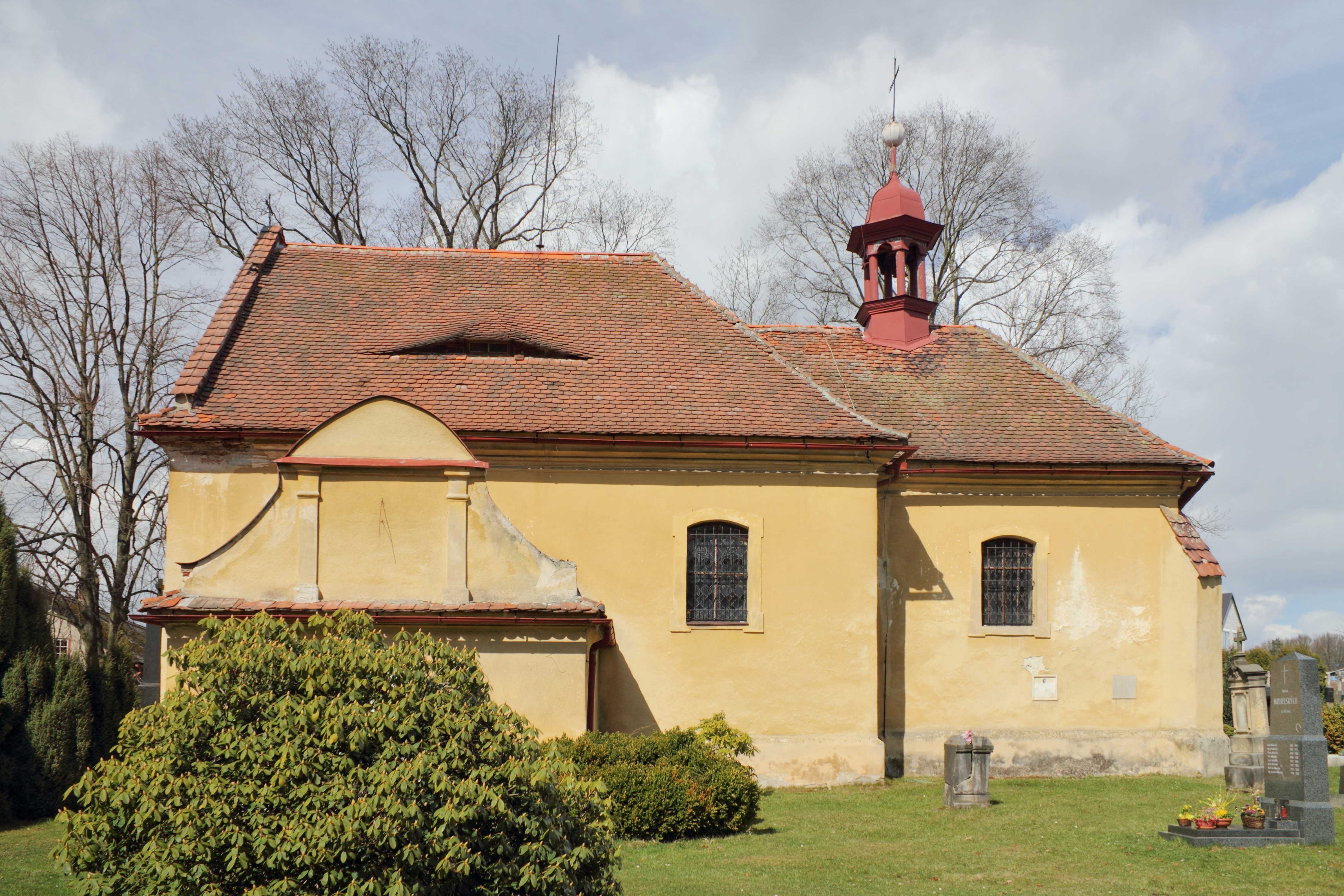
Kostel svaté Kateřiny z 12. století
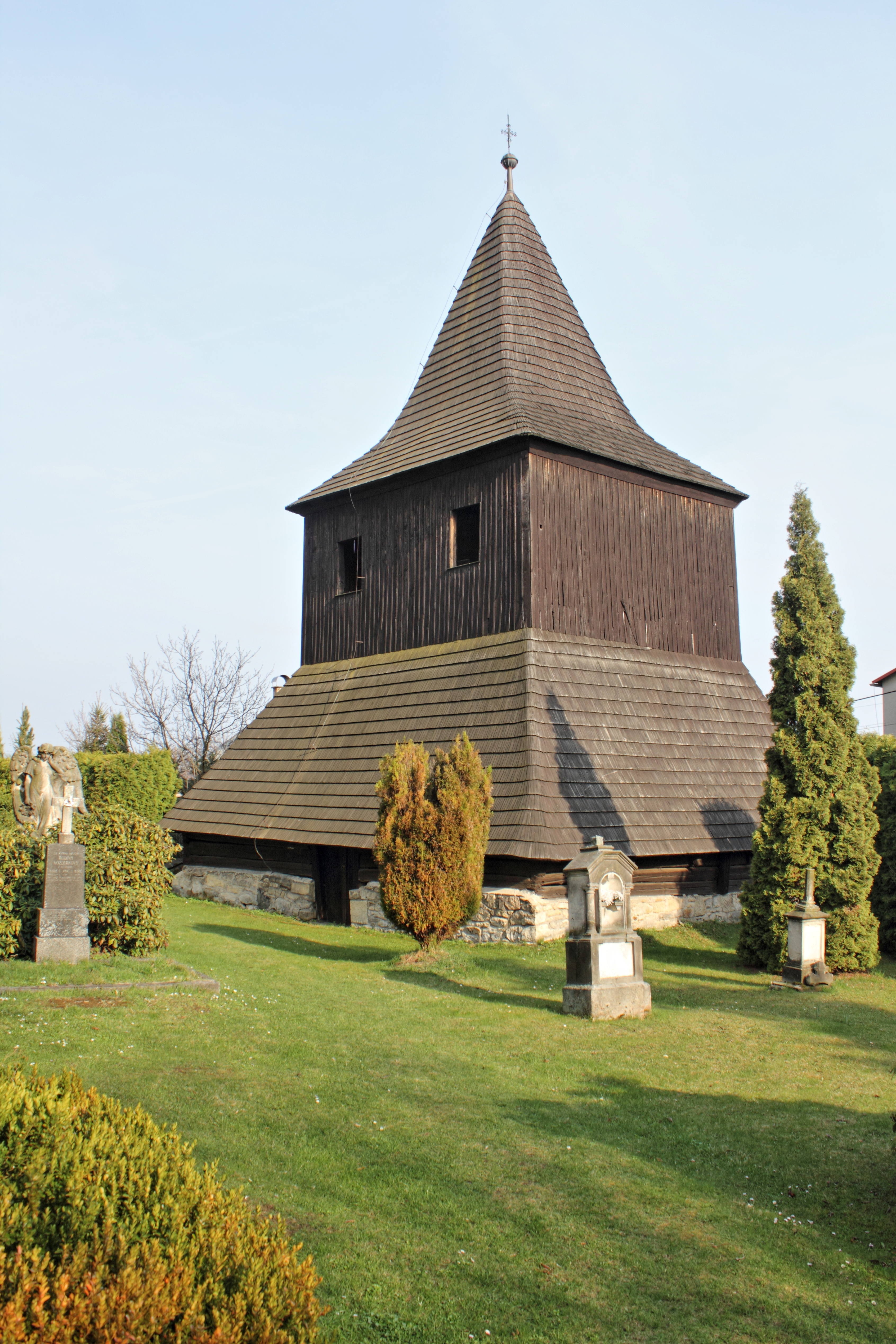
Dřevěná zvonice na hřbitově u kostela
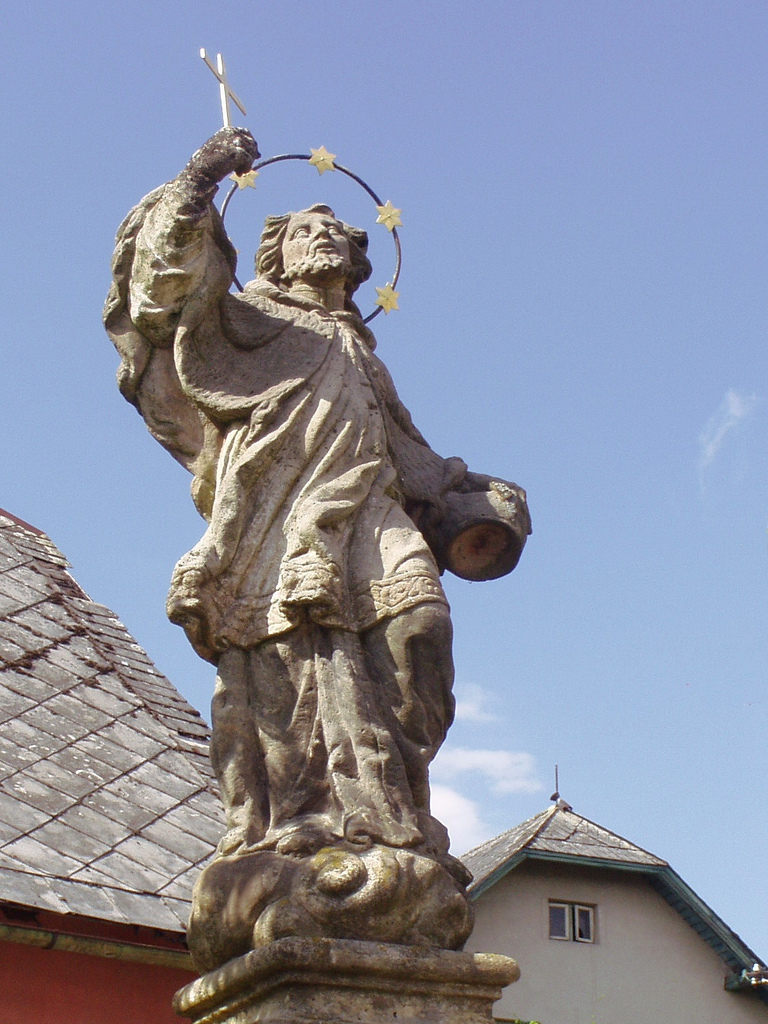
Socha svatého Jana Nepomuckého

## Členění a samospráva
- Vlastibořice
- Jivina
- Sedlíšťka
- Slavíkov